# Donald Meltzer
Donald Meltzer (New Jersey, 14 agosto 1922 – Oxford, 13 agosto 2004) è stato uno psichiatra e psicoanalista statunitense.

## Biografia
Nato in USA, ove compì gli studi in medicina e in psichiatria, si trasferì poi in Inghilterra, a Londra, completandovi la sua formazione psicoanalitica con Melanie Klein. Qui divenne rapidamente uno degli esponenti più importanti della scuola kleiniana. Svolse un'intensa attività di insegnamento, come didatta della Società Psicoanalitica Britannica, da cui progressivamente si distaccò, come docente alla Tavistock Clinic e poi progressivamente in vari paesi europei ed extraeuropei. In Italia venne regolarmente dalla fine degli anni settanta in poi e contribuì alla diffusione in Italia della cultura psicoanalitica e della conoscenza dell'opera di Wilfred Bion, con seminari e supervisioni seminariali. 

## Le opere
Il suo apporto fu fondamentale nel campo della psicoanalisi infantile e degli adolescenti, ma si estese a tutto il campo della psicoanalisi. Le sue opere, Il processo psicoanalitico, Stati sessuali della mente, Esplorazioni sull'autismo, Lo sviluppo kleiniano, Configurazioni familiari e apprendimento, Metapsicologia allargata, La vita onirica, Conflitto estetico, Claustrum, oltre a scritti sparsi raccolti in La comprensione della Bellezza e Sincerity and other works, hanno segnato punti miliari di uno sviluppo originale e di grande interesse, anche se poco riconosciuto dai filoni "ufficiali" e dall'establishment psicoanalitico internazionale. Suoi contributi fondamentali (ad esempio sull'adolescenza), da seminari e conferenze, sono comparsi su varie riviste fra cui i Quaderni di Psicoterapia infantile  di Perugia, e attendono di essere raccolti in un'edizione aggiornata.
Nelle sue opere sono rintracciabili diversi fili, sempre strettamente intrecciati fra clinica e riflessioni teoriche, che danno continuità al suo pensiero: dal Processo a Claustrum, sulla relazione analitica e le sue vicissitudini; da Esplorazioni sull'autismo a la vita onirica, sulle osservazioni emergenti dal lavoro terapeutico con i bambini autistici; da stati sessuali della mente a lo sviluppo kleiniano, opere di analisi dello sviluppo delle conoscenze e delle teorie psicoanalitiche. Pionieristico il lavoro con Martha Harris configurazioni familiari e apprendimento, sull'intreccio fra organizzazioni familiari e sviluppo individuale, in cui il modello dei gruppi di Wilfred Bion venne applicato all'esame dell'interrelazione fra famiglia e individuo, decisamente innovativo per un'ottica psicoanalitica kleiniana nei primi anni ottanta del secolo scorso, allargando il campo psicoanalitico dalle relazioni e dinamiche intrapsichiche alle relazioni e dinamiche intrafamiliari e sociali, e ponendo le basi per l'applicazione del metodo psicoanalitico al lavoro con le famiglie. 

## Il metodo
Caratteristica del metodo di Donald Meltzer, che più volte ha definito "fenomenologico", sia negli scritti che nei suoi contributi orali seminariali, il suo partire dagli elementi emergenti dall'osservazione clinica (dal greco klinomai, κλίνομαι, vedere), per "descrivere" i fenomeni, le manifestazioni (dal greco fainomai, φαίνομαι, appaio, mi manifesto), sfrondandoli dai rivestimenti illusori e ideologici e dalle speculazioni, costruzioni teoriche sganciate dall'osservazione clinica. Vicino in questo al fenomeno del "fatto scelto" (selected fact) di Bion. Per certi versi Meltzer è stato per così dire un viaggiatore che ha lasciato osservazioni e mappe provvisorie derivanti delle sue esplorazioni nel continente sconosciuto della mente umana. Nei suoi scritti la metafora geografica ritorna più volte, ad esempio nelle confusioni geografiche che segnano il limite incerto fra la follia e le normali difficoltà umane. Il lavoro terapeutico nell'ottica meltzeriana è venuto sempre più a caratterizzarsi come un lavoro di esplorazione congiunta della coppia analista-paziente (una volta ha richiamato il modello di Virgilio e Dante) e di chiarificazione delle confusioni e delle mistificazioni che impediscono l'osservazione della realtà. 
Il suo viaggio lo ha portato a porre come livello cruciale dell'esperienza quello estetico, che è nello stesso tempo collegato all'esperienza della nascita e del primo rapporto con la madre, e nello stesso tempo conflitto ineliminabile e fonte delle difese che costituiscono l'insieme della psicopatologia, da quella più grave, autistica, psicotica, psicopatica a quella della vita quotidiana.